# Archivio storico del Comune di Venezia
Das Archivio Storico del Comune di Venezia oder Historisches Archiv der Stadt Venedig befindet sich am Campo della Celestia im Sestiere Castello. Inzwischen bildet es eine Abteilung des Archivio Generale di Venezia. Dieses hat allerdings zwei Sitze, nämlich Celestia (Castello 2737/A Campo della Celestia) und einen weiteren in Mestre (via Eugenio (Carlo) Pertini 16).

## Bestände
Das Archiv bewahrt die seit 1806 entstandenen Bestände, die aus der Tätigkeit der kommunalen Einrichtungen hervorgegangen sind und die als archivierungswürdig galten. Die vor dieser Zeit entstandenen Archivalien befinden sich im Staatsarchiv Venedig.
Hinzu kommen die Bestände gleicher Natur, die bis 1926 in den zu dieser Zeit aufgelösten Gemeinden Murano, Pellestrina und Burano entstanden sind.
Ebenso zu den Sammlungen des städtischen Archivs gehören Fotografien, die überwiegend durch Akquisitionen an das Haus gekommen sind. Dabei handelt es sich insgesamt um 181.500 Fotonegative, dazu 600 Reproduktionen und 16.000 Positive sowie 200 Reproduktionen. Darunter befinden sich zahlreiche Stadtansichten und solche einzelner Gebäude, wie des Teatro La Fenice oder der Industrieanlagen von Mestre und Marghera.
Zudem gelang 1995 der Ankauf des Fondo Giacomelli, also der Bestände des Studio Giacomelli. Diese etwa 180.000 Negative entstanden zwischen etwa 1920 und 1970. Der Fonds wurde bereits katalogisiert.
Besonders wichtig für die Industrialisierungsgeschichte ist der aus nur 1500 Negativen bestehende Bestand aus dem Studio Ferruzzi, den das Archiv zum Teil ankaufen oder ertauschen konnte. Die Hafenbehörde deponierte ihre thematisch dazugehörenden Bestände, die zum Teil auch aus dem Studio Ferruzzi stammten, ebenfalls im städtischen Archiv.
Hinzu kommen kleinere Bestände von Positiven, die von Familien gestiftet wurden, so etwa ein Album aus dem Ersten Weltkrieg. Schließlich wurden zur Bearbeitung von Bauanträgen und dergl. großformatige Fotos erstellt, von denen einige hundert im Archiv liegen. Viele Gebäude, die umgebaut oder verschwunden sind, lassen sich auf diese Art erfassen, aber auch öffentliche Anlässe, wie Feierlichkeiten oder Begräbnisse.